# 新越革命黨
新越革命黨是越南獨立運動早期的一個非共產主義的革命政黨。1925年，由阮氏明開创建。它的前身是陳富创建的復越會。

## 歷史
1930年1月1日，新越革命黨改组为东洋共产联团，为印度支那共产党的成立奠定基礎。